# Coleophora angustipennis
Coleophora angustipennis é uma espécie de mariposa do gênero Coleophora pertencente à família Coleophoridae.